# Molsheim
Molsheim (früher auch Mollesheim; elsässisch: Molse) ist eine französische Gemeinde mit 9359 Einwohnern (Stand 1. Januar 2021) im Département Bas-Rhin in der Europäischen Gebietskörperschaft Elsass und in der Region Grand Est. Sie ist Sitz der Unterpräfektur (französisch: Sous-préfecture) des Arrondissements Molsheim und des 1997 gegründeten Gemeindeverbandes Région de Molsheim-Mutzig.

## Geographie

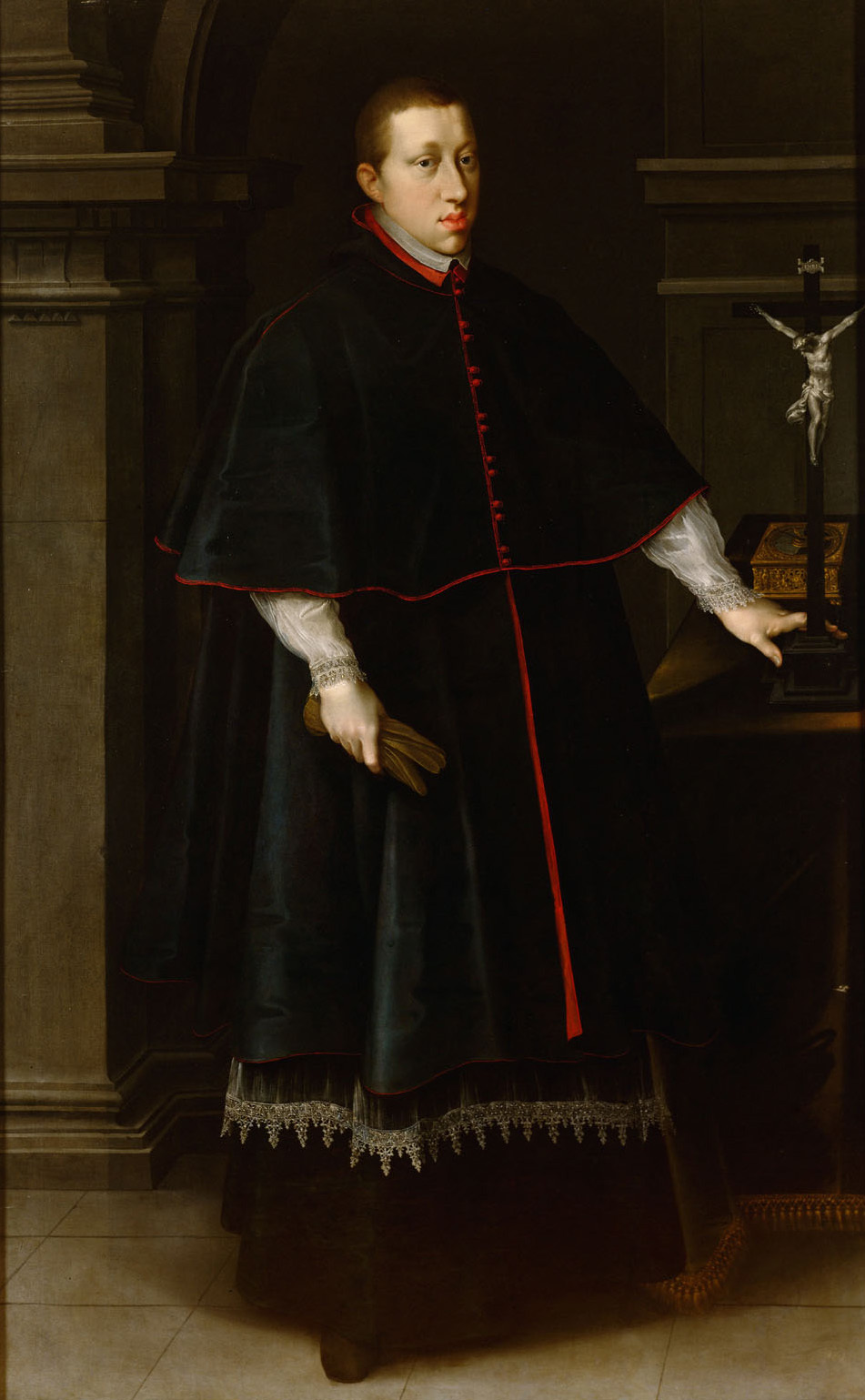
Leopold V. (Österreich-Tirol)

Die Gemeinde am Flüsschen Bruche (deutsch Breusch) liegt etwa 30 Kilometer westlich von Straßburg und zehn Kilometer nördlich von Obernai (deutsch Oberehnheim) auf 180 m ü. NHN.

## Geschichte
Im Jahr 820 erschien „Mollesheim“ erstmals in einer Schenkungsurkunde für Bischof Adeloch von Straßburg (Als.Dipl.179), dann in einer nachträglich beigefügten Güterliste der Bulle Papst Leos IX. von 1050, in der er dem Kloster Odilienberg Besitz bestätigte (Reg.Imp.III,+847). 1140 urkundete König Konrad III. hier (Reg.Imp.IV,184). Im Jahr 1219 erteilt Kaiser Friedrich II. der Stadt ein schriftliches Privilegium, das er ihr 1236 in erweiterter Form bestätigte.
Die in vielen anderen elsässischen Orten erfolgreiche Reformation konnte sich hier nicht durchsetzen: Molsheim wurde ein Zentrum der Rekatholisierung des Elsass. Eine erste Welle erfolgte durch die Niederlassungen der Jesuiten an den Residenzorten der Bischöfe von Straßburg in Molsheim um 1580 sowie in Basel und Pruntrut (Porrentruy) 1591. Pater Jakob Ernfelder (1544–1601), später Provinzial der Rheinischen Ordensprovinz, war ab 1580 der erste Rektor des Jesuitenkollegs Molsheim. Im Juni 1610 wurden in der Festung Molsheim 1200 Krieger des Erzherzogs Leopold von protestantischen Verbündeten belagert.
Die zweite Welle der Rekatholisierung erfolgte durch Jesuitenansiedlungen im habsburgischen Einflussgebiet, in Ensisheim 1615 und Freiburg 1620. Während die erste Welle der Herrschaftssicherung der Bischöfe in ihren Bistümern diente, zielte die zweite, propagandistisch ausgerichtete, auf eine Auswirkung im Umland. Eine besondere Rolle hatte dabei die Etablierung von jesuitischen Hochschulen als Kontrapunkt zu den protestantischen Universitäten in Straßburg und Basel gespielt, die besonders von Erzherzog Leopold V. (Österreich-Tirol), seit 1602 Bischof von Straßburg, ab 1619 auch Regent von Vorderösterreich, vorangetrieben wurde. 1617 richtete er in Molsheim eine Jesuitenakademie mit Promotionsrecht ein und brachte 1620 auch in Freiburg die Jesuiten in die Universität. Leopold hätte so die habsburgische Machtsphäre am Oberrhein durch Ansiedlung der Jesuiten gezielt ausgebaut, aber die ab 1632 einsetzenden Kriegswirren beendeten diese Bemühungen abrupt. Am Anfang des Jahres 1648 gehörte Molsheim zum bischöflich straßburgischen Amt Dachstein.

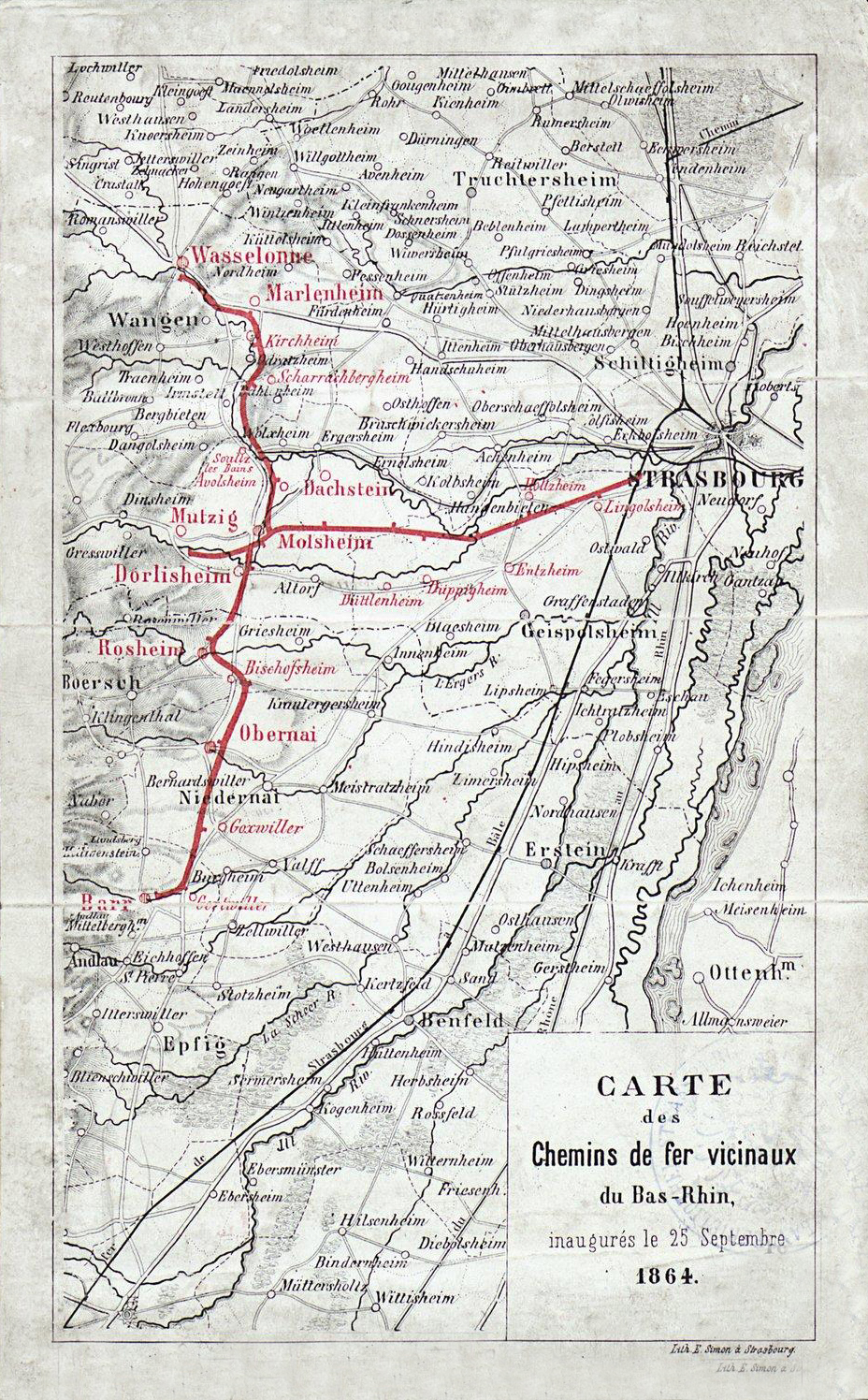
Karte (1864)

Im Jahr 1846 hatte Molsheim 3531 Einwohner.
1864 wurden zwei Eisenbahnstrecken eröffnet, die sich bei Molsbach kreuzen: eine Ost-West-Strecke von Straßburg nach Mutzig (heute französisch Ligne de Strasbourg-Ville à Saint-Dié) und eine Nord-Süd-Strecke von Wasselonne nach Barr (heute französisch Ligne de Sélestat à Saverne). Um 1900 hatte Molsheim eine evangelische und eine katholische Kirche, eine landwirtschaftliche Winterschule, ein Elektrizitätswerk und war Sitz eines Amtsgerichts.
Durch den 1871 geschlossenen Frieden von Frankfurt gehörte Molsheim von 1871 bis 1918 zum Reichsland Elsaß-Lothringen und damit zum Deutschen Kaiserreich; sie war Sitz des Kreises Molsheim im Bezirk Unterelsaß. Die nicht katholische bzw. preußisch-protestantische Reichsführung führte u. a. zur Bildung der Elsaß-Lothringischen Zentrumspartei (ELZ). Mit dem Friedensvertrag von Versailles 1919 nach dem Ersten Weltkrieg kam Molsheim wieder an Frankreich.

### Demographie

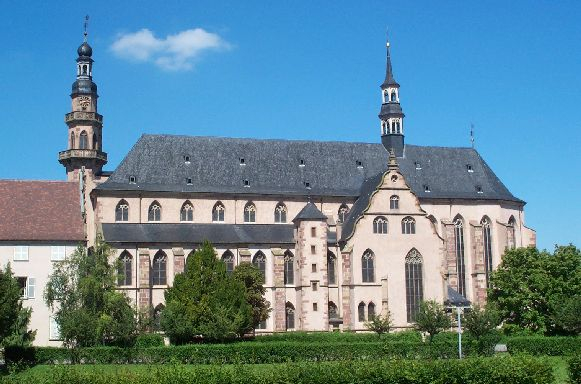
Die Sankt-Georg- und Dreifaltigkeitskirche

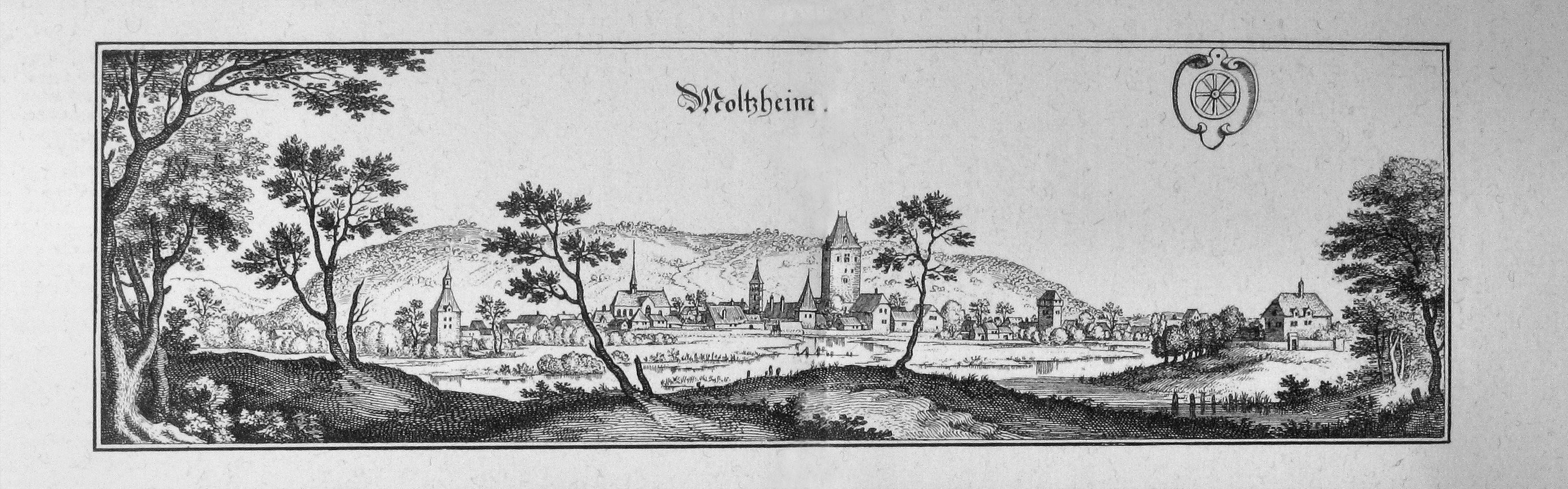
M. Merian: Ansicht von Molsheim um 1640

| Jahr | Einwohner | Anmerkungen |
| ---- | --------- | --- |
| 1780 | –         | Stadt mit mehr als 400 Feuerstellen (Haushaltungen) |
| 1821 | 3060      | größtenteils katholische Einwohner |
| 1846 | 3868      | [ 6 ] |
| 1872 | 3222      | am 1. Dezember, in 493 Häusern; nach anderen Angaben 3560 Einwohner |
| 1880 | 3217      | am 1. Dezember, einschließlich Militär, auf einer Fläche von 1088 ha, in 490 Häusern, davon 2873 Katholiken, 299 Protestanten und 45 Juden                                                   |
| 1885 | 3094      | [ 13 ] |
| 1890 | 3103      | in 487 Häusern mit 778 Haushaltungen, davon 2697 Katholiken, 364 Protestanten, zwei sonstige Christen, 46 Juden und zwei Personen ohne Angabe des Glaubensbekenntnisses (14 Militärpersonen) |
| 1905 | 3164      | mit der Garnison (ein Bataillon Fußartillerie Nr. 14), meist katholische Einwohner, nach anderen Angaben 3162 Einwohner                                                                      |
| 1910 | 3163      | auf einer Fläche von 1000 ha |

| Jahr      | 1946 | 1954 | 1962 | 1968 | 1990 | 1999 | 2009 | 2017 |
| --------- | ---- | ---- | ---- | ---- | ---- | ---- | ---- | ---- |
| Einwohner | 4955 | 5739 | 6649 | 6928 | 7973 | 9335 | 9280 | 9312 |

### Wappen
Das Wappen von Molsheim zeigt den römischen Offizier Georg, wegen seines Glaubens von Kaiser Diokletian auf ein Rad gebunden (→ Rädern), um seine Knochen zu brechen. Bekannter ist er als Drachentöter. Er gilt u. a. als Schutzherr der Kreuzfahrer, Englands und Georgiens. Georg zählt zu den 14 Nothelfern sowie gemäß seinem Namen Georgios, der „Landmann“ bedeutet, als Bauernpatron.

Der Heilige Georg, aufs Rad geflochten, im Wappen von Molsheim
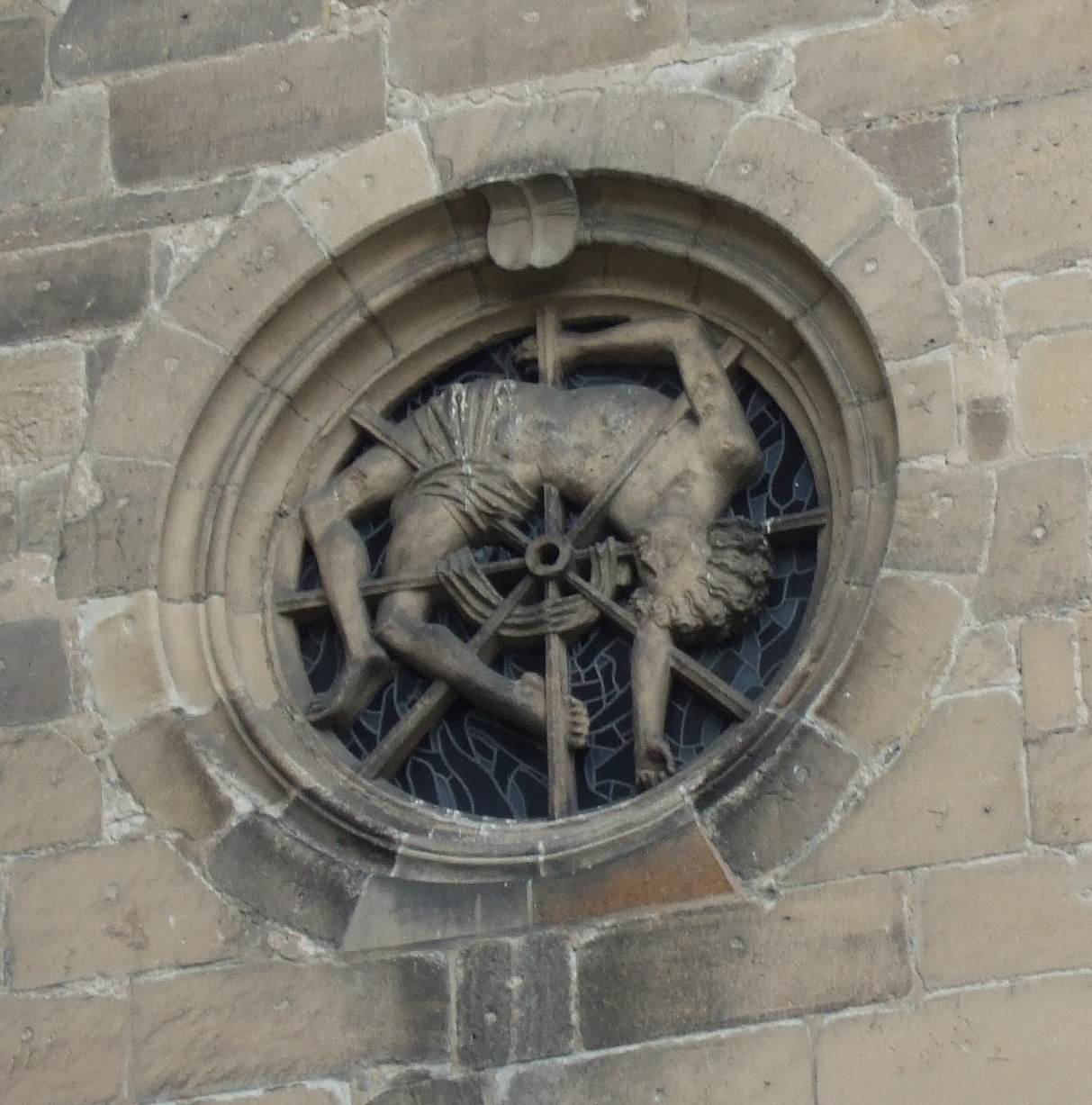
Das Wappenmotiv in einem Fenster der Tübinger Stiftskirche

## Sehenswürdigkeiten
- Die ehemalige Kirche des Jesuitenkollegiums Sankt-Georg- und Dreifaltigkeitskirche ist ein barockes Bauwerk im nachgotischen Stil, erbaut um 1615 bis 1618 von Christoph Wamser mit einer Orgel von Johann Andreas Silbermann aus dem Jahre 1781
- Metzig (Renaissance, 16. Jahrhundert), ehemaliges Haus der Metzgerinnung.
- Ehemaliges Stadtschloss (Renaissance, 16. Jahrhundert), Château d’Oberkirch, u. a. zeitweiser Wohnsitz von Jean-François-Thérèse Barbier (1754–1828), General während der Französischen Revolutionskriege und der Napoleonischen Kriege.
- Kartause (Barock, 17.–18. Jahrhundert), mit knapp drei Hektar Fläche eine der größten erhaltenen Kartausen (Kartäuserklöster) des Oberrheins. Sichtbar heute der vordere Teil des Klosters der Kartäuser mit dem Haus des Priors, beherbergt heute das Stadtmuseum. Die Klosterkirche selbst wurde zerstört.
- Garten der Chartreuse, Cour des Chartreux, Rue de l’Hôpital, Molsheim.
- Poudriere, Ruine des Pulverturms am Ende der alten Stadtmauer von Molsheim.
- Rathaus (Klassizismus, 18. Jahrhundert), Hôtel de ville.
- Schmiedeturm (14. Jahrhundert), ehemaliges Stadttor, porte des forgerons.
- Liebfrauenkapelle (Neu-Gotik, 1860er Jahre), Chapelle „Notre Dame“, Chapelle des Chanoinesses (Kanonissin). Im Jahr 1836, gründeten die aus Dieuze (Mosel) kommenden Augustinerschwestern die Mädchenlehranstalt Couvent Notre-Dame. Über ein Jahrhundert lang widmeten sie sich der Erziehung von jungen Mädchen aus dieser Gegend, bis das Institut 1954 geschlossen wurde. Die vom Lothringer Architekt Léon Vautrin geplante neugotische Kapelle (1864–1867) hat einen kreuzförmigen Grundriss und Rosenfenster in der Fassade des Querschiffs.
- Maison des Chanoines (19. Jh.), Kanonikerhaus.
- Hôtel de monnaie, ehemals Standort der Münze (1573–1722), dann Abriss, Neubau 56 m lang, u. a. Fabrik und Lagerhalle, heute Veranstaltungshalle.
- Eglise Protestante (1900), Rue des Vosges, Molsheim.
- Ecole des Soeurs de Ribeauville in der Rue de l’Eglise, kleines Schulgebäude der Schwestern der Göttlichen Vorsehung von Ribeauvillé am Oberrhein, Molsheim.
- Grenier des comtes, 1606, Haus des Zehnten auch Grafenkast genannt, Zehntscheuer des Bischofs von Straßburg.
- Moulin des Paysans des Werkzeugmachers Jacques Coulaux in Molsheim.
- Alte Fachwerk- und Bürgerhäuser (16. bis 18. Jahrhundert).

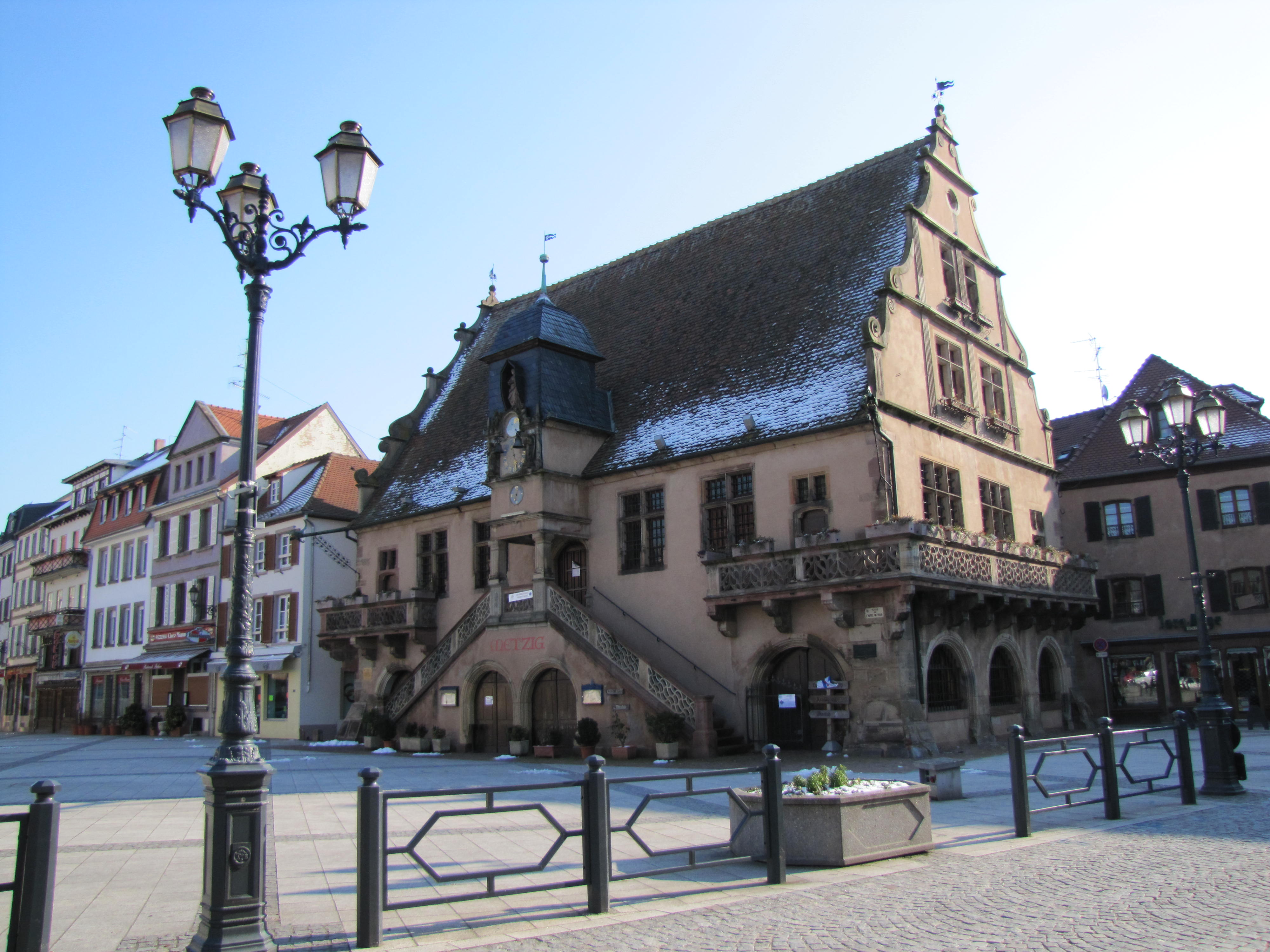
Metzig, ehemaliges Haus der Metzgerinnung
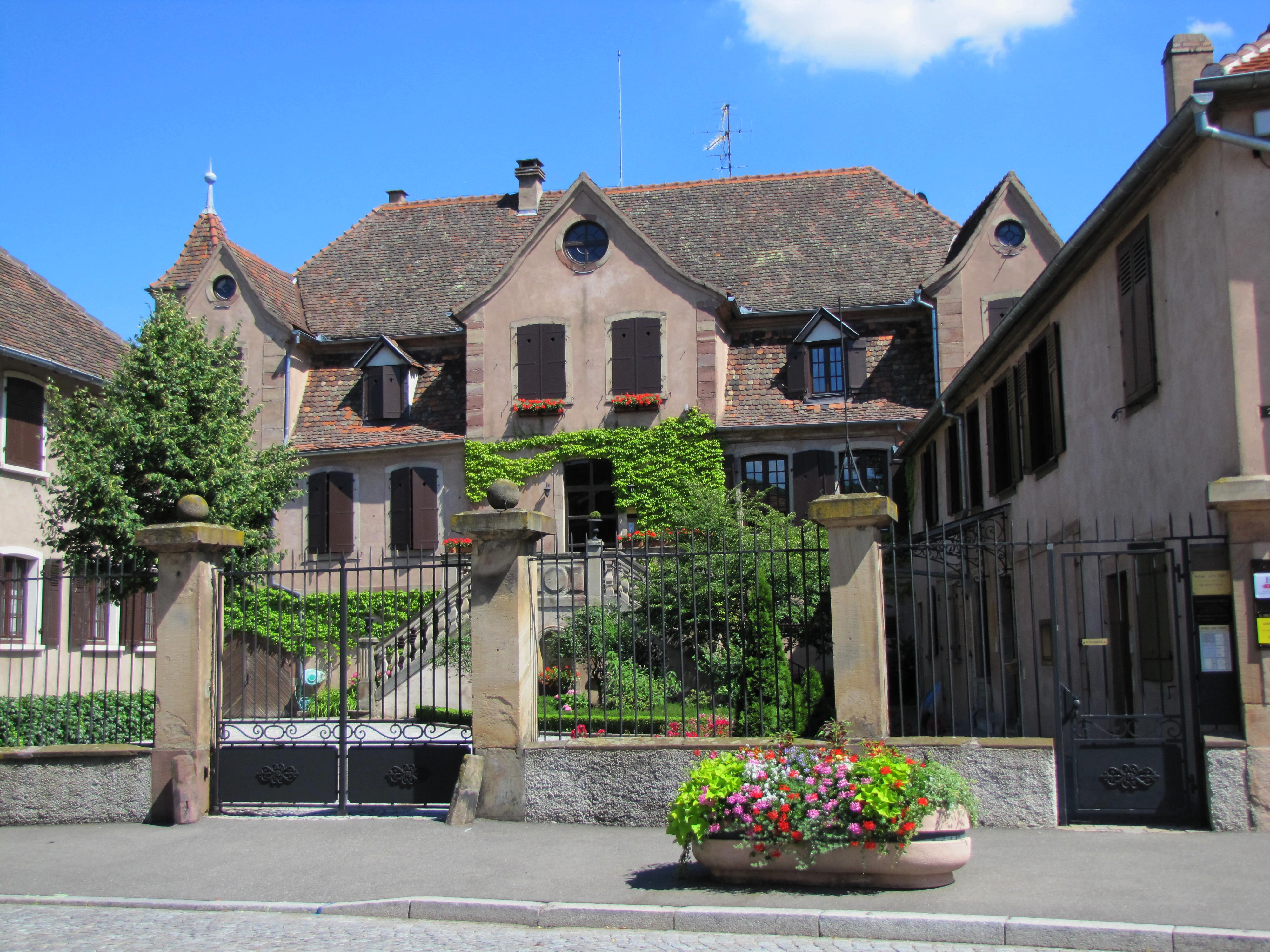
Château d’Oberkirch
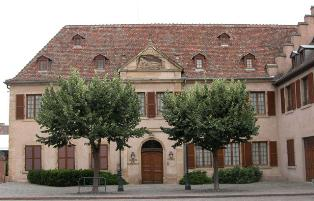
Kartause – Chartreuse. Der vordere Teil des Kartäuserklosters mit dem Haus des Priors
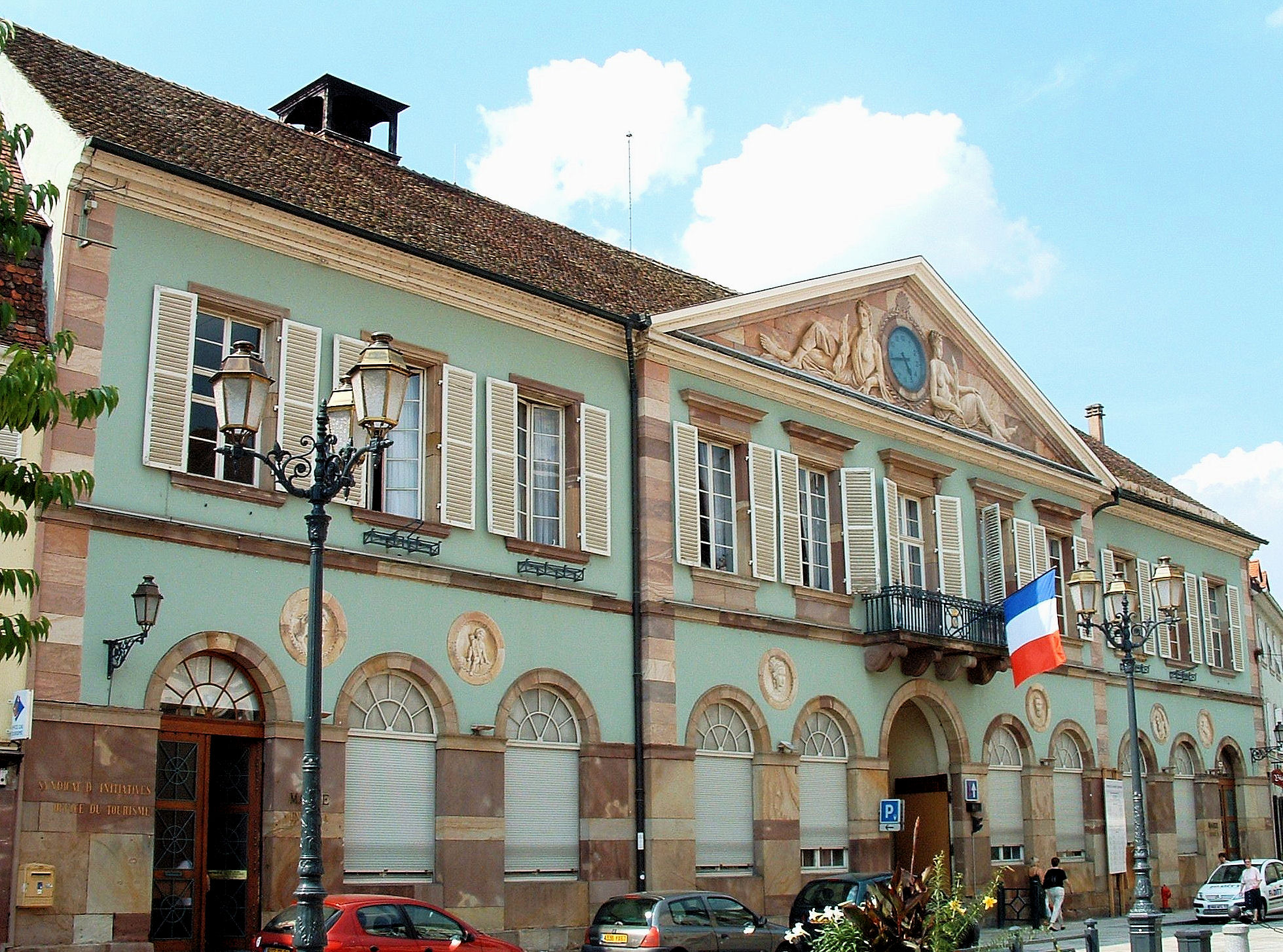
Rathaus (Hôtel de ville)
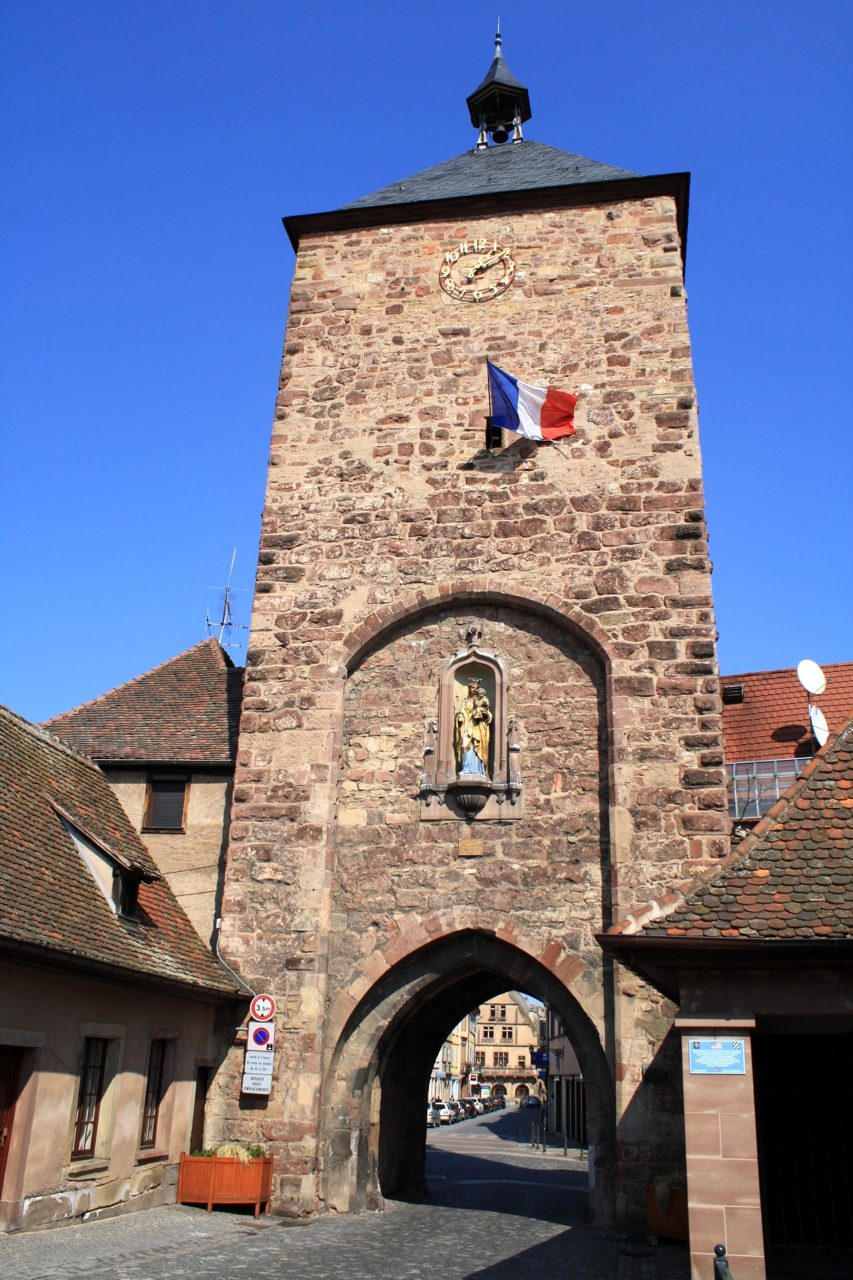
Schmiedeturm, ehemaliges Stadttor, porte des forgerons
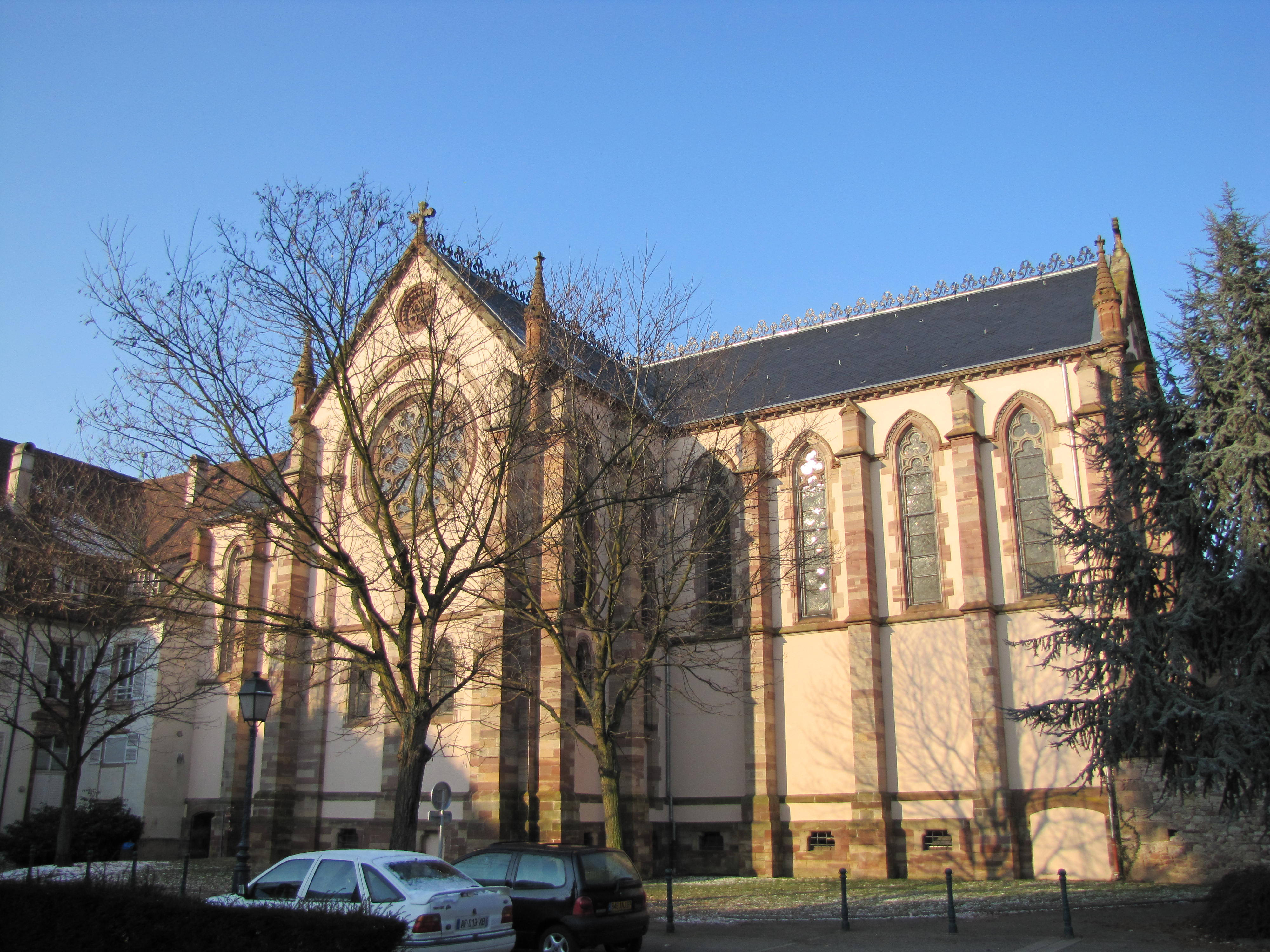
Kapelle Notre Dame, Chapelle des Chanoinessess (Kanonissin)
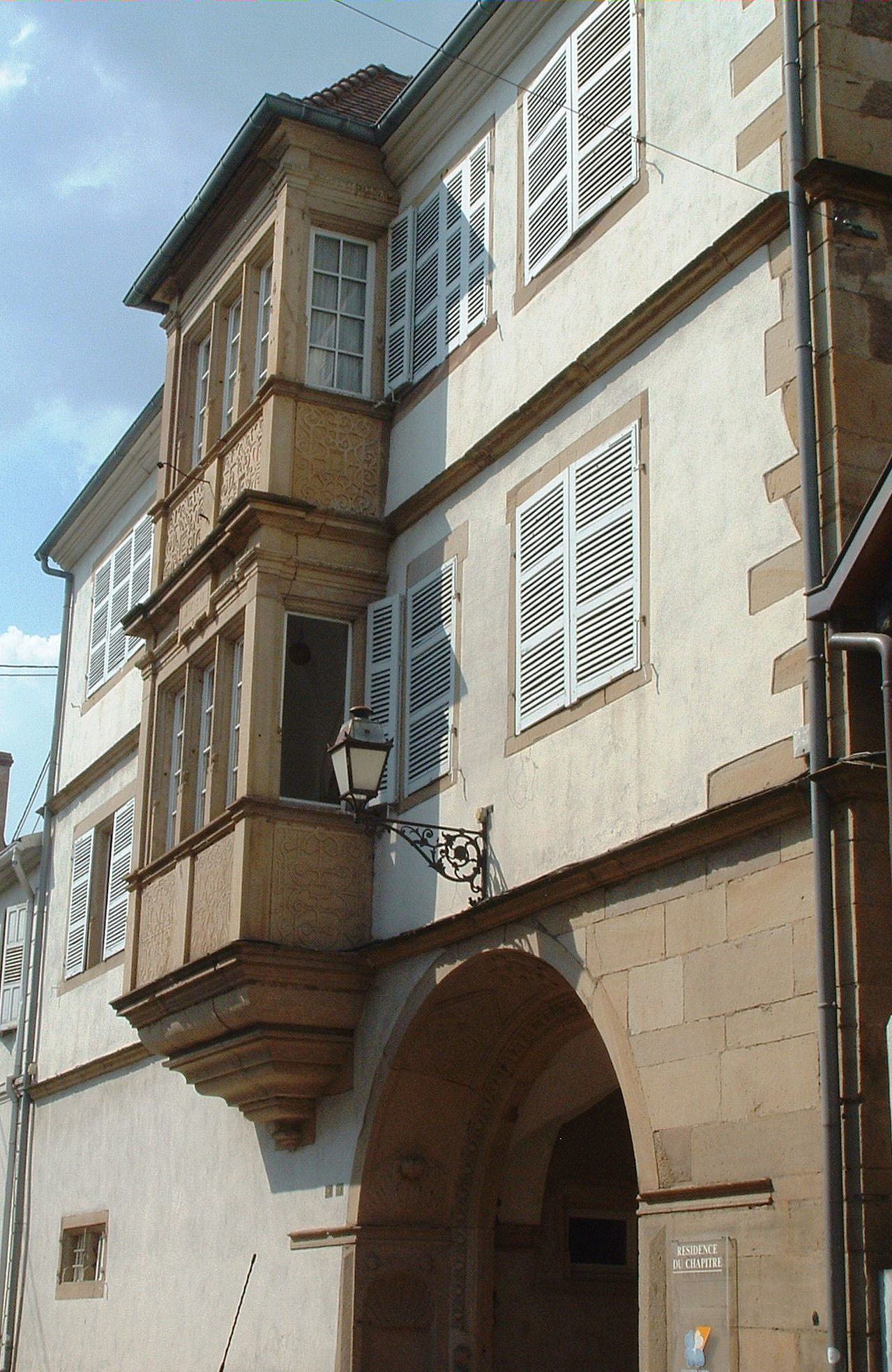
Maison des Chanoines (Kanonissin), dem Kanonikerhaus
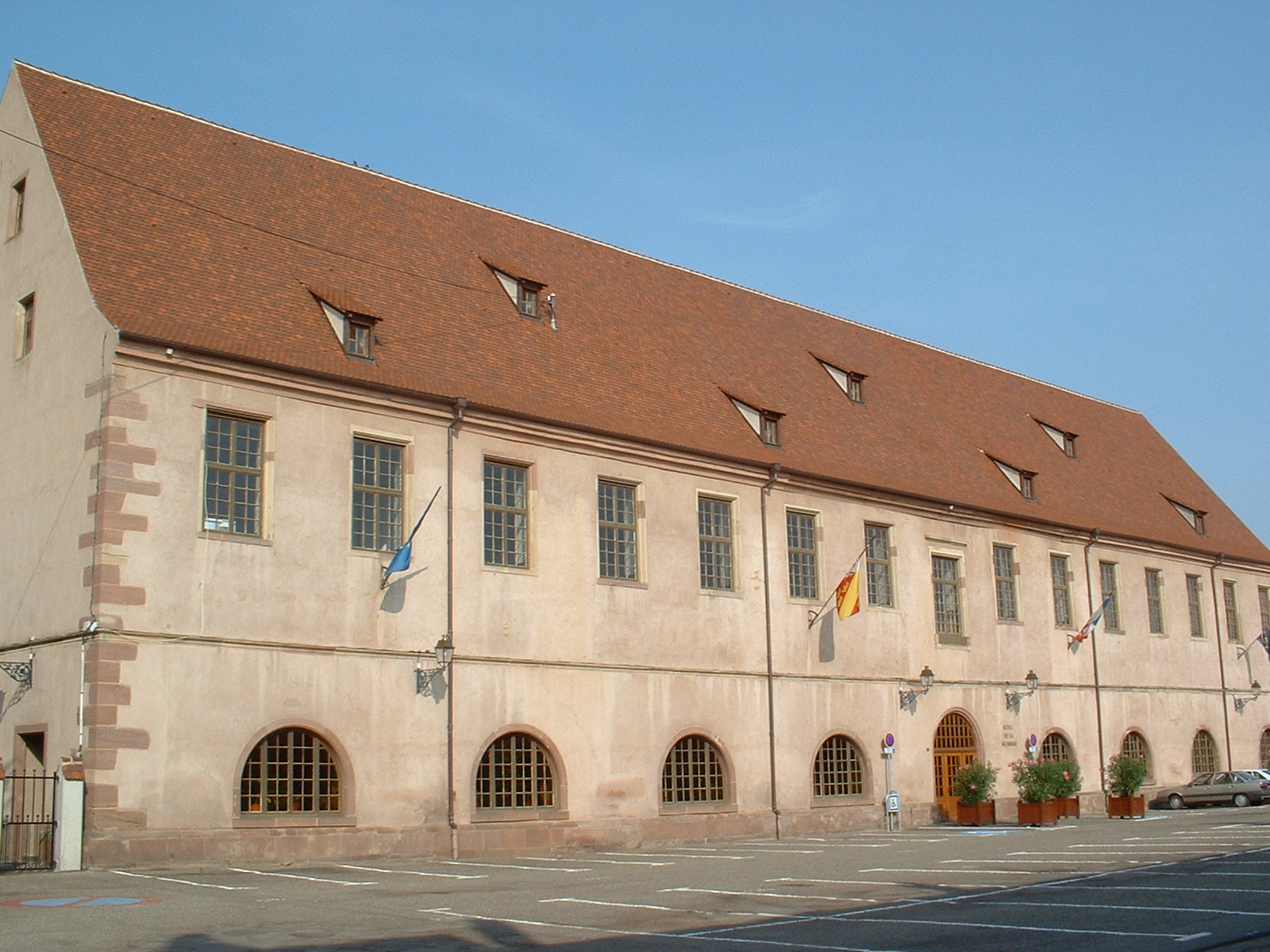
Hôtel de monnaie, ehemaliger Standort der Münze (1573–1722)
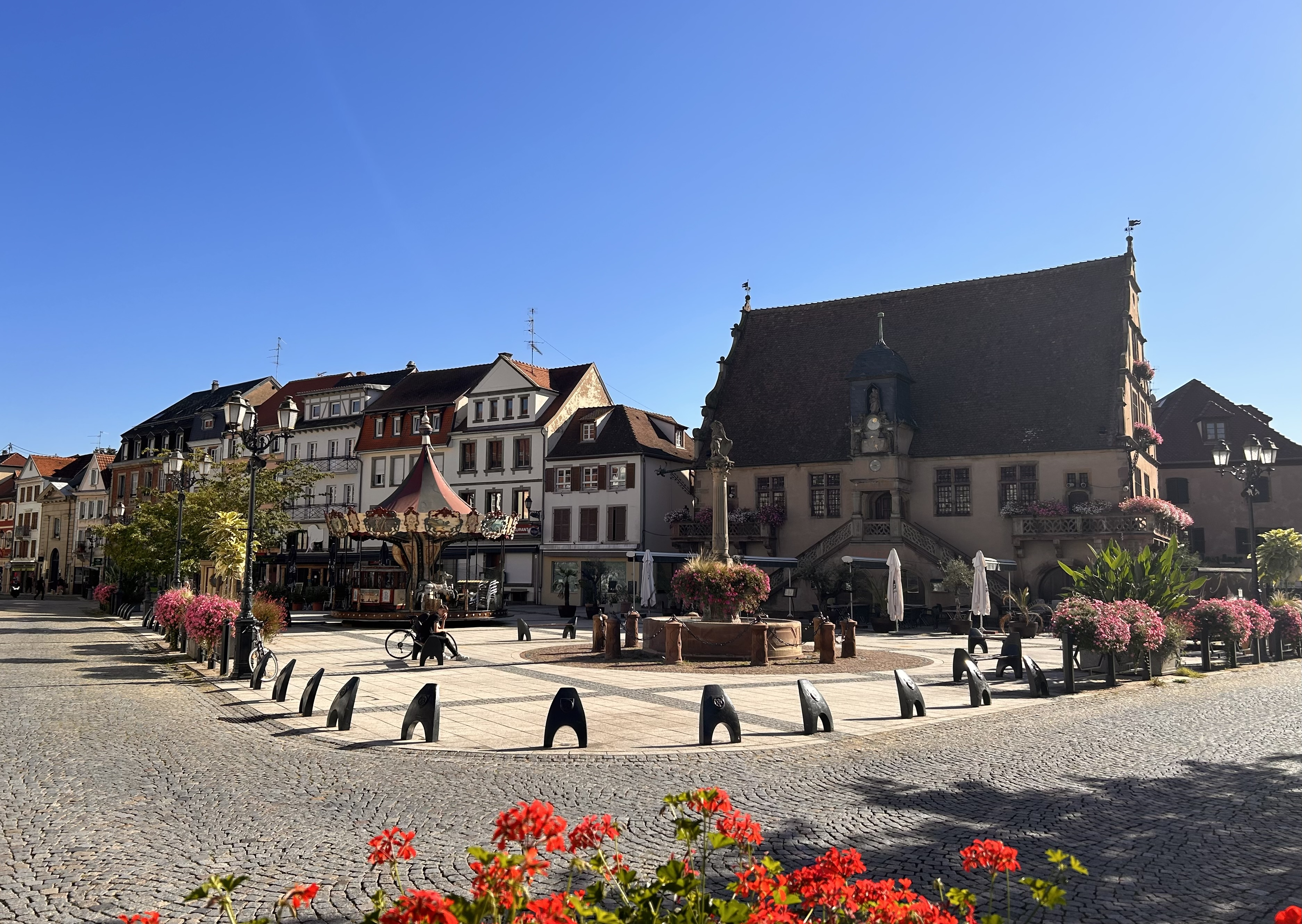
Place Hôtel de ville

## Verkehr
In Molsheim kreuzen sich die Bahnstrecken Strasbourg–Saint-Dié und Sélestat–Saverne. Die Strecken nach Strasbourg, Sélestat und Saint-Dié werden von TER-Zügen bedient. Die Strecke nach Saverne wurde zwischen 1967 und 1993 abschnittsweise stillgelegt und teilweise überbaut.
Radverkehr:
In Molsheim beginnt der Itinéraire cyclable européen (Europäischer Radwanderweg) Molsheim–Strasbourg–Kehl–Offenburg.

## Wirtschaft
Einer der ersten bedeutsamen Unternehmer in Molsheim war Jacques Coulaux aus Straßburg, der hier 1820 verschiedene Arten von Stahlartikeln herstellen ließ, Fabriken baute und später weitere Werke im Elsass, in Gresswiller, Mutzig und Klingenthal errichtete. Zeitweise benutzte er auch das Hôtel de monnaie als Produktionsörtlichkeit. Besonders als Waffenfabrikanten wurden er und seine Familie bekannt und vermögend. In Molsheim erinnert heute noch der Canal Coulaux als damaliger Energielieferant an ihn. Auch wurde die rue Jacques Coulaux in Molsheim nach ihm benannt.

### Kraftfahrzeugindustrie

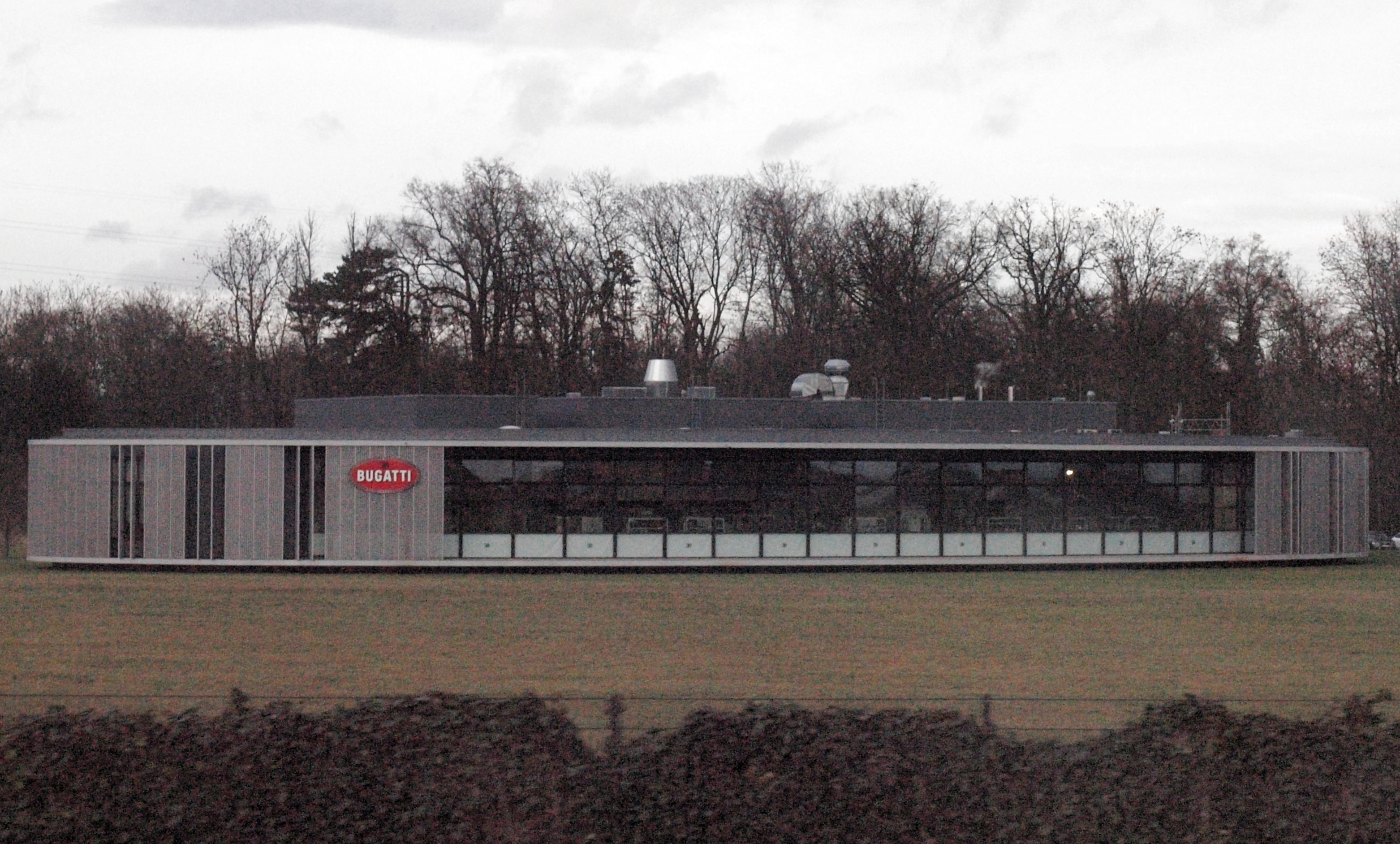
Fabrikgebäude der Bugatti Automobiles von Gunter Henn im elsässischen Molsheim

Molsheim wurde durch den Automobilhersteller Ettore Bugatti (1881–1947) bekannt, der von 1910 an im benachbarten Dorlisheim seine Fahrzeuge herstellen ließ. Von 2005 bis 2011 wurde dort von der zum Volkswagen-Konzern gehörenden Bugatti Automobiles S.A.S. exklusive Sportwagen (Bugatti Veyron) in kleinen Stückzahlen hergestellt.

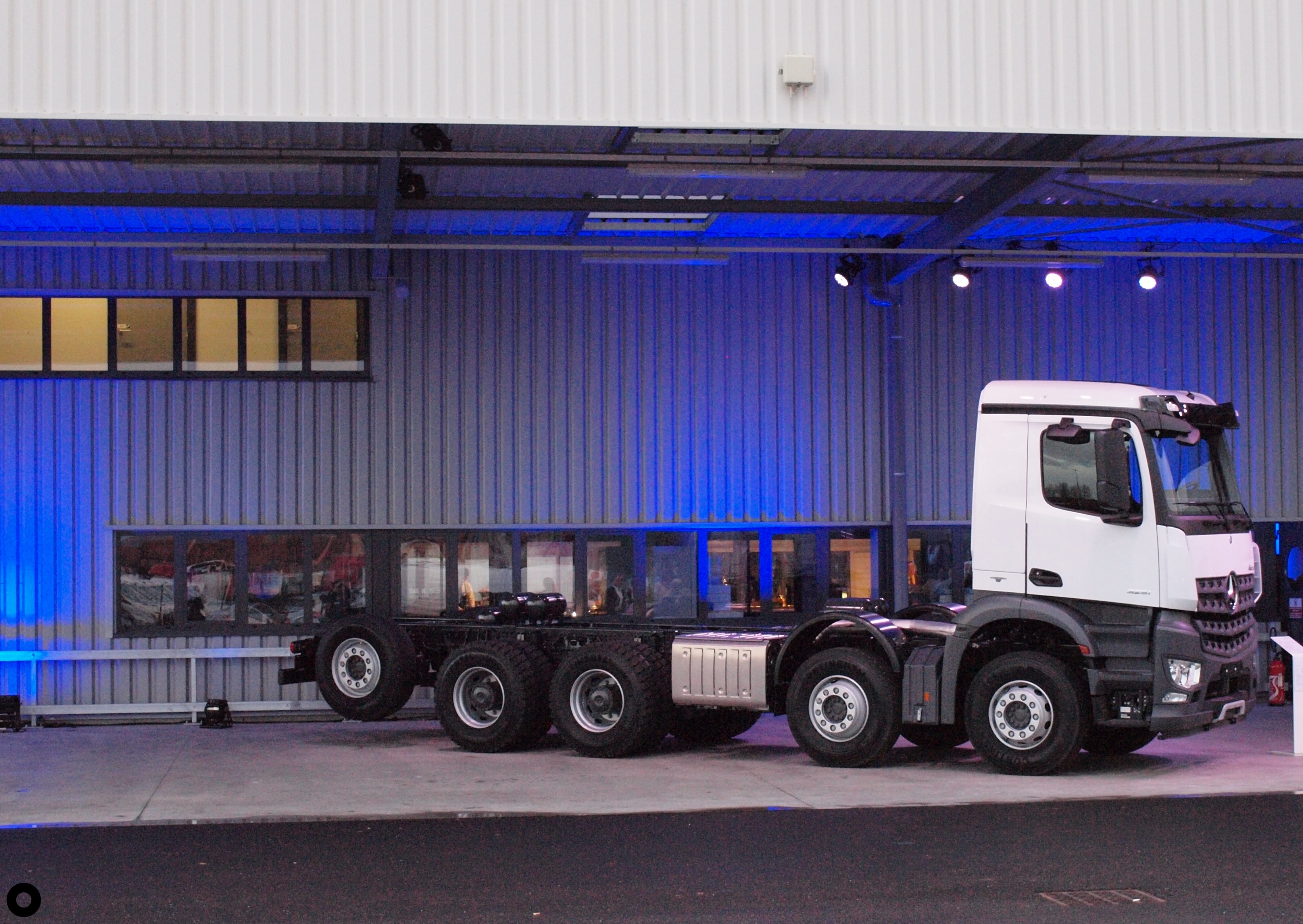
Mercedes-Benz-Lkw (Mehrachser) vor einer der Werkhallen in Molsheim

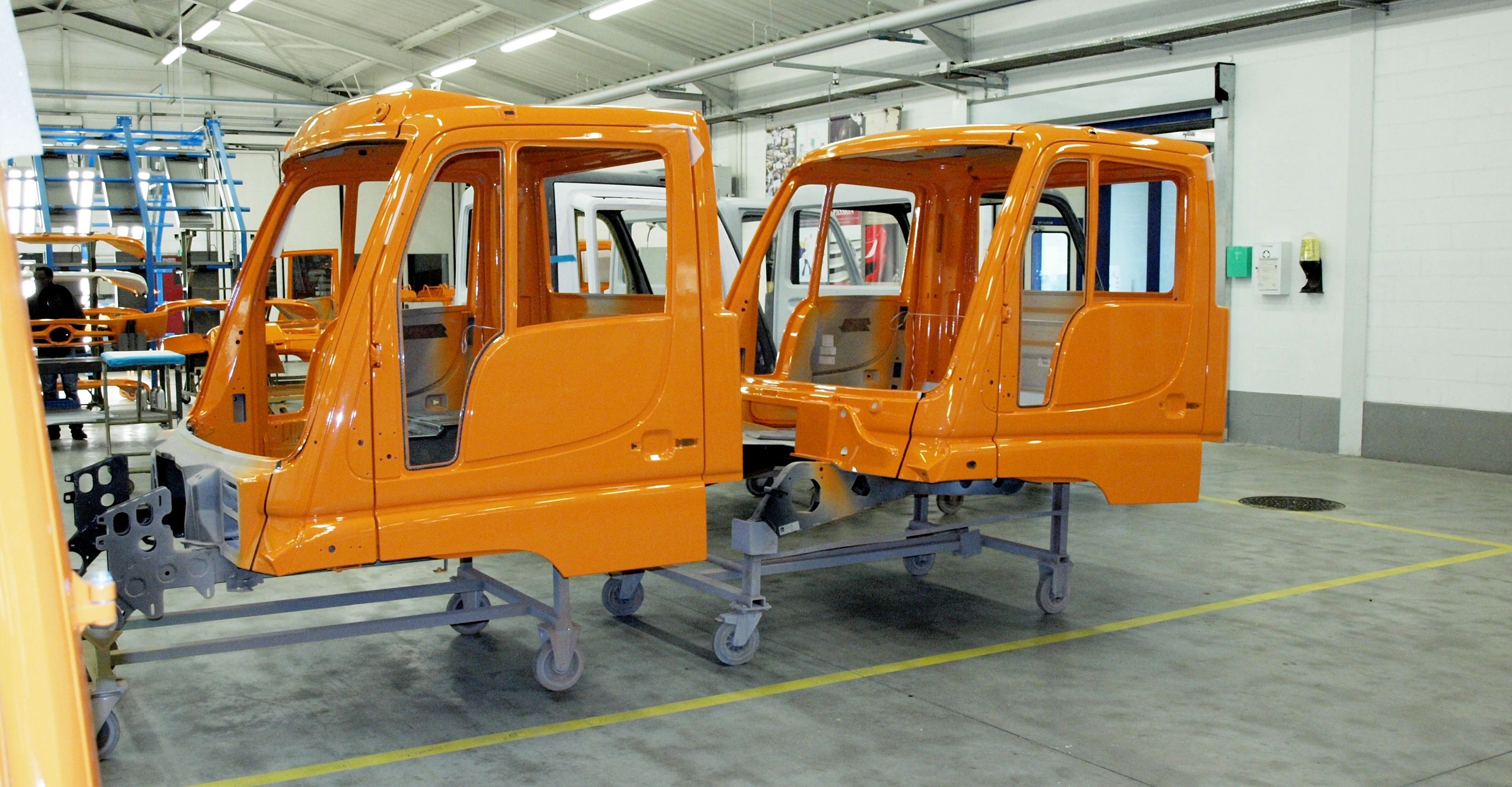
Mercedes-Benz-Unimog-Fahrerkabinen nach der Lackierung im Werk Molsheim

Ein weiterer Betrieb der Kraftfahrzeugindustrie in Molsheim ist das Mercedes-Benz-Werk für den Umbau von Lkw zu Sondernutzfahrzeugen, Mercedes-Benz Custom Tailored Trucks (CTT). Unter diesen Sondernutzfahrzeugen fallen Feuerwehrautos, Müllwagen, Kommunalfahrzeuge (Schneeräumer, Kehrmaschinen etc.), Schwerlasttransporter wie den Mercedes-Benz Arocs/Actros SLT und anderes mehr. Darüber hinaus werden im Mercedes-Benz-Werk in Molsheim die Unimog-Kabinen lackiert und Just-in-time an das Werk Wörth geliefert sowie verschiedene (Laser-)Schweiß- und Biegeteile für andere  Mercedes-Benz-Werke (Wörth, Gaggenau, Germersheim) gefertigt. Dabei werden pro Jahr rund 1500 Tonnen Stahl verarbeitet. Die vier Laserschweißmaschinen weisen Leistungen von 3 bis 6 kW auf, zudem stehen sechs hydraulische Biegepressen und eine mechanische Biegemaschine zur Verfügung.

### Weitere Industriebetriebe
Der Leuchtmittelhersteller Osram betreibt ein Werk in Molsheim.
Des Weiteren ist Molsheim der Sitz der Merck-Tochter Millipore S.A.S., die u. a. Labortechnik produziert, sowie von Messier-Bugatti, einer Tochtergesellschaft von Safran (Luftfahrttechnik).

### Weinbau
Molsheim liegt an der Elsässer Weinstraße. Seine Lage Bruderthal gehört zu den Alsace-Grand-Cru-Weinlagen. Die Zisterziensermönche, die sie bebauten, gaben dieser Lage ihren Namen. 1316 wurde sie zum ersten Mal in der Geschichte von Molsheim erwähnt, als der Bischof von Straßburg dort Weinberge besaß.
Von 1598 bis zu ihrer Vertreibung 1792 ließen die Kartäuser von Molsheim auf ihrem klostereigenen Grund Weißwein produzieren, der als 'Finkenwein' zu ihrer Haupteinnahmequelle wurde. Dieser Wein, die Rebsorte ist nicht mehr bekannt, wurde u. a. auch an das englische Königshaus geliefert. Die Engländer sollen jedes Jahr einen Lord zur Kartause nach Molsheim geschickt haben, der neuen Nachschub auszusuchen und zu ordern hatte.

## Städtepartnerschaft
Molsheim ist mit der unterfränkischen Gemeinde Gerbrunn im deutschen Bundesland Bayern partnerschaftlich verbunden.

## Persönlichkeiten

### Söhne und Töchter der Stadt
- Anton von Klein (1746–1810), Dichter, Sprachwissenschaftler und Verleger.
- François-Joseph Westermann (1751–1794), General, der sog. Schlächter der Vendée militaire, schlug den Aufstand der Vendée nieder, in Paris unter Robespierre guillotiniert.
- Joseph Armand von Nordmann (1759–1809), französischer Oberst und österreichischer Feldmarschallleutnant, in Molsheim geboren, gefallen am 6. Juli 1809 in Wagram im Kampf gegen Napoleon an der Spitze seiner Truppe. Zu seinem Gedächtnis hat die Stadt Wien im XXI. Bezirk eine Straße Nordmanngasse genannt.
- Bruno Franz Leopold Liebermann (1759–1844), deutscher katholischer Theologe.
- Antoine-Henri de Latour-Foissac (1782–1855), General der Kavallerie.
- Alfred Goldenberg (1831–1897), Fabrikant, Politiker und Mitglied des Deutschen Reichstags.
- Otto Laternser (1880–1953), Architekt.
- Camille Schneider (1900–1978), Lehrer und Schriftsteller.
- Jean-Paul Bucher (1938–2011), gelernter Koch und Unternehmer.
- Holzmanno Winterstein (* 1952), Gitarrist des Gypsy-Jazz.

### Mit Molsheim verbunden
- Berthold von Buchegg (vor 1279–1353), Bischof von Speyer 1328 und als Berthold II. Bischof von Straßburg von 1328 bis 1353, in Molsheim gestorben.
- Gregor Rippel (1681–1729), Theologe und Geistlicher, wirkte als Professor in Molsheim.
- Ettore Bugatti (1881–1947), italienischer Automobilfabrikant und Konstrukteur.
- Ernest Friederich (1886–1954), Rennfahrer und Mechaniker, kooperierte mit Jean Bugatti.
- Henri Meck (1897–1966), Abgeordneter der Union populaire républicaine (UPR, deutsch: Elsässische Volkspartei), Bürgermeister von Molsheim.
- Jean Bugatti (1909–1939), französisch-italienischer Automobildesigner, -fabrikant und Testfahrer.